# Жабинский, Дмитрий Иванович
Жабинский Дмитрий Иванович (3 февраля 1920 — 15 февраля 1945) — штурман 75-го гвардейского штурмового авиационного полка (1-й гвардейской штурмовой авиационной дивизии, 8-й Воздушной армии, 4-го Украинского фронта), Герой Советского Союза (1944 год).

## Биография
Родился 3 февраля 1920 года в г. Чернигов. После окончания средней школы работал на телефонной станции.
В армии с 1939 года. В 1940 году окончил Вольское авиационно-техническое училище. С июня 1941 года находился на фронте. Воевал на Западном, Северо-Западном, Сталинградском, Южном и 4-м Украинском фронтах.
К апрелю 1944 года совершил 100 боевых вылетов. Штурмовал укрепления, переправы, аэродромы, скопления войск противника. Звание Героя Советского Союза присвоено 26 октября 1944 года.
Воевал в Восточной Пруссии, где входил в 75-й гвардейский штурмовой авиационный полк 1-я гвардейская штурмовая авиационная дивизия 1-я воздушная армия 3-й Белорусский фронт. 15 февраля 1945 года его самолёт был подбит под городом Хайлигенбайль (ныне Мамоново Калининградской области). Жабинский повторил подвиг Гастелло: направил свой подбитый самолёт на вражеские самолёты, находящиеся на аэродроме.
Похоронен в братской могиле в г. Мамоново.

## Память героя
- Имя Героя носят улицы в городе Чернигове, селе Рябцы Черниговского района и в городе Мамоново, траулер Министерства рыбного хозяйства. В городе Чернигове, на старом кладбище установлен памятник[1].
- В г. Чернигове в память о Д. И. Жабинском установлена аннотационная доска.
- Имя Д. И. Жабинского увековечено на мемориале в г. Вольске.